# المركز الدولي للأبحاث والدراسات (مداد)
المركز الدولي للأبحاث والدراسات هو مركز بحوث ودراسات غير ربحي هدف نشاطه إثراء العمل الخيري على نطاق دولي بالبحوث والمعلومات التي تدعم بناء القرار الخيري على أسس علمية واحترافية في إطار من الشراكة الدائمة. يقع المقر الرئيسي للمركز في مدينة جدة بالمملكة العربية السعودية.

## مهمة المركز
يعمل المركز على دعم وتعزيز هيكل العمل الخيري في النطاق الدولي من خلال معالجة الدراسات الاستراتيجية والتطبيقية على أساس علمي ومهني بناءاً على المعلومات الموثقة والخبراء من أي مكان.

### القيم
1. المنهجية.
2. الموضوعية.
3. الشراكة.
4. روح الفريق.

### الأهداف الاستراتيجية
1. تقديم حلول علمية تلبي احتياجات العمل الخيري.
2. إبراز دور العمل الخيري في استقرار المجتمع وتطويره.
3. تقديم الحلول النظامية والقانونية المتعلقة بالعمل الخيري.
4. تعزيز وتقوية الشراكة مع صانع القرار الخيري والجهات ذات العلاقة.
5. تحقيق التميز المؤسسي في المركز.
6. تحقيق الاستقرار المالي للمركز.

## نطاق عمل المركز
تتلخص الأغراض العامة لعمل المركز فيما يلي:-
- دراسة واقع الأعمال الخيرية وتوقعات مستقبلها.
- تأصيل على مفاهيم العمل الخيرية.
- دراسة وتحليل المتغيرات.
- دراسة الاحتياجات والأنشطة الخيرية/الإنسانية.
- وضع رؤية مؤسسية للأنشطة الخيرية وتفسيرها عبر مخطط للعمل الخيري وتحديد أولويات العمل إليها.
- تقليص الفجوات والتناقضات بين جهود الكيانات والمنظمات والأفراد في تنفيذ البرامج الخيرية/الإنسانية.
- تقديم المنتجات الخيرية بالإضافة لخطط تنفيذها.
- تطوير المنظمات الخيرية/الإنسانية بمفهوم الشمولية.

## خدمات المركز
يقدم المركز خدمات منها:-
- إعداد التقرير الاستراتيجي السنوي.
- إجراء دراسات وأبحاث القطاع الخيري
- إعداد الندوات والدورات.
- إصدار الترجمات والأخبار الصحفية
- دراسات الجدوى للمشاريع الخيرية
- تقديم معايير قياس الأداء للمنظمات الخيرية.
- تقارير خاصة.

## إصدارات المركز
أصدر المركز حتى الآن مجموعة من الدراسات والتقارير وغيرها بشأن العمل الخيري وهي:-
- 14 خطوة لاستثمار اجتماعي ناجح.
- المؤسسات الخيرية المانحة في عيون الجهات الخيرية في المملكة العربية السعودية.
- الأنظمة واللوائح المتعلقة بالعمل الخيري (خاص بالمملكة العربية السعودية).
- دليل تقدير احتياجات المستفيدين من خدمات الجمعيات الخيرية.
- المؤسسات الخيرية المانحة في عيون الجهات الخيرية في المملكة العربية السعودية.
- الأنشطة الاتصالية في المؤسسات الخيرية السعودية.
- دراسة احتياجات العمل الخيري السعودي من الكراسي البحثية.
- مختصر كتاب جمع التبرعات.
- التبرعات الإلكترونية.
- دور الجهات الخيرية في المسؤولية الاجتماعية للشركات.
- التسويق الاجتماعي.
- العمل الخيري الخليجي خلال عام 1432 هـ.
- العمل الخيري الخليجي خلال عام 1431 هـ.
- العمل الخيري الخليجي خلال عام 1430.
- المتبرع والمنظمة الخيرية.
- مواقع الجمعيات الخيرية الخليجية على الإنترنت.
- أولويات بحوث ودراسات العمل الخيري.
- مؤتمرات وندوات العمل الخيري بدول مجلس التعاون الخليجي 2000 / 2008م.
- رؤية إستراتيجية للعمل الخيري السعودي.
- تصنيف مداد الموضوعي للعمل الخيري.

## العاملون في المركز
طاقم العمل بالمركز:-
- د/ خالد بن عبد الله السريحي المدير العام.
- عبد السلام معوضة، مساعد المدير للشؤون الإدارية والمالية.
- بشار محمد أديب كساب، مدير إدارة البحوث والدراسات (المكلف) ومدير قسم الاستشارات.
- خالد محمد عبد الكريم العفيف، مدير قسم المالية.
- محمد علي غبان، منسق وحدة الجودة والتطوير.
- عدنان صالح الهلالي، الخدمات المساندة.
- حسام عبد العزيز السيد، رئيس تحرير الموقع الإلكتروني.
- هشام محمد الحبشي، مساعد إداري لإدارة البحوث والدراسات.
- أبو بكر عبد الله مهدي، المحاسبة.

### أعضاء مجلس الإدارة
- أ.د/ عدنان بن أحمد البار، رئيس المجلس.
- د/ خالد بن عبد الله السريحي، الأمين العام.
- أ.د/ علي بن إبراهيم النملة.
- أ.د/ صالح بن سليمان الوهيبي.
- أ.د/ صالح بن سليمان الرشيد.
- أ.د/ يحيى بن محمد زمزمي.
- د/ محمد بن عبد الله السلومي
- إحسان بن صالح طيب.
- خالد بن عبد الله الفواز.
- عمر بن محمد حلبي
- صالح بن عبد الله إبراهيم السبيعي

## وصلات خارجية
الموقع الرسمي للمركز